# Antivacunació
La vacil·lació vacunal, també coneguda com a anti-vacunació, és una reticència o una negació a vacunar-se o a vaccinar als fills contra malalties contagioses malgrat la disponibilitat de serveis de vacunació. L'Organització Mundial de la Salut va considerar aquesta actitud com una de les deu principals amenaces sanitàries mundials del 2019. El terme abasta la negativa directa de vacunar-se, retardar les vacunes, acceptar les vacunes però tenir dubtes sobre el seu ús o també acceptar certes vacunes però d'altres no. Els arguments contra la vacunació es contradiuen amb l'aclaparador consens científic d'avui dia sobre la seguretat i eficàcia de les vacunes.
Les dubtes sobre la vacunació són un tema molt comú en els debats sobre la salut dels mitjans de comunicació social, els quals no sempre fan servir dades públiques fiables i contrastades. La vacil·lació vacunal es deriva de múltiples factors claus, com ara la manca de confiança, és a dir, la desconfiança en la vacuna i/o en el seu proveïdor sanitari; la complaença, el fet que la persona no veu la necessitat de la vacuna o el valor d'aquesta; i la conveniència o l'oportunitat de l'accés a les vacunes. Alguns dels contraris a les vacunes múltiples o combinades creuen, sense adduir cap prova contrastable del fet, que provoquen l'esgotament per sobrecàrrega d'antígens del sistema immunològic dels nens o que estan implicades en el desenvolupament dels trastorns de l'espectre autista. Les hipòtesis específiques plantejades pels defensors de la vacunació han canviat amb el pas del temps, però molts trets psicològics i socials dels seguidors dels moviments anti-vacunació a penes han variat. El rebuig a ser vacunat, per exemple contra el xarampió, sovint es tradueix en brots infecciosos i morts per malalties avui dia prevenibles.
Les lleis per a la vacunació obligatòria han estat incloses en diversos textos jurídics que han creat una dura oposició per part dels activistes anti-vacunació, com ara el projecte de llei 277 del Senat de Califòrnia i el No Jab No Pay d'Austràlia, L'oposició a la vacunació obligatòria es pot basar en sentiments anti-vacuna fomentats per algunes teories conspiratives, les quals de vegades estan influïdes per llibres de ficció o pel·lícules sobre obscurs secrets governamentals, la creença en que aquesta normativa sanitària viola les llibertats civils i els drets parentals o les sospites envers l'ànim d'obtenir grans beneficis per part de la indústria farmacèutica.

## Història

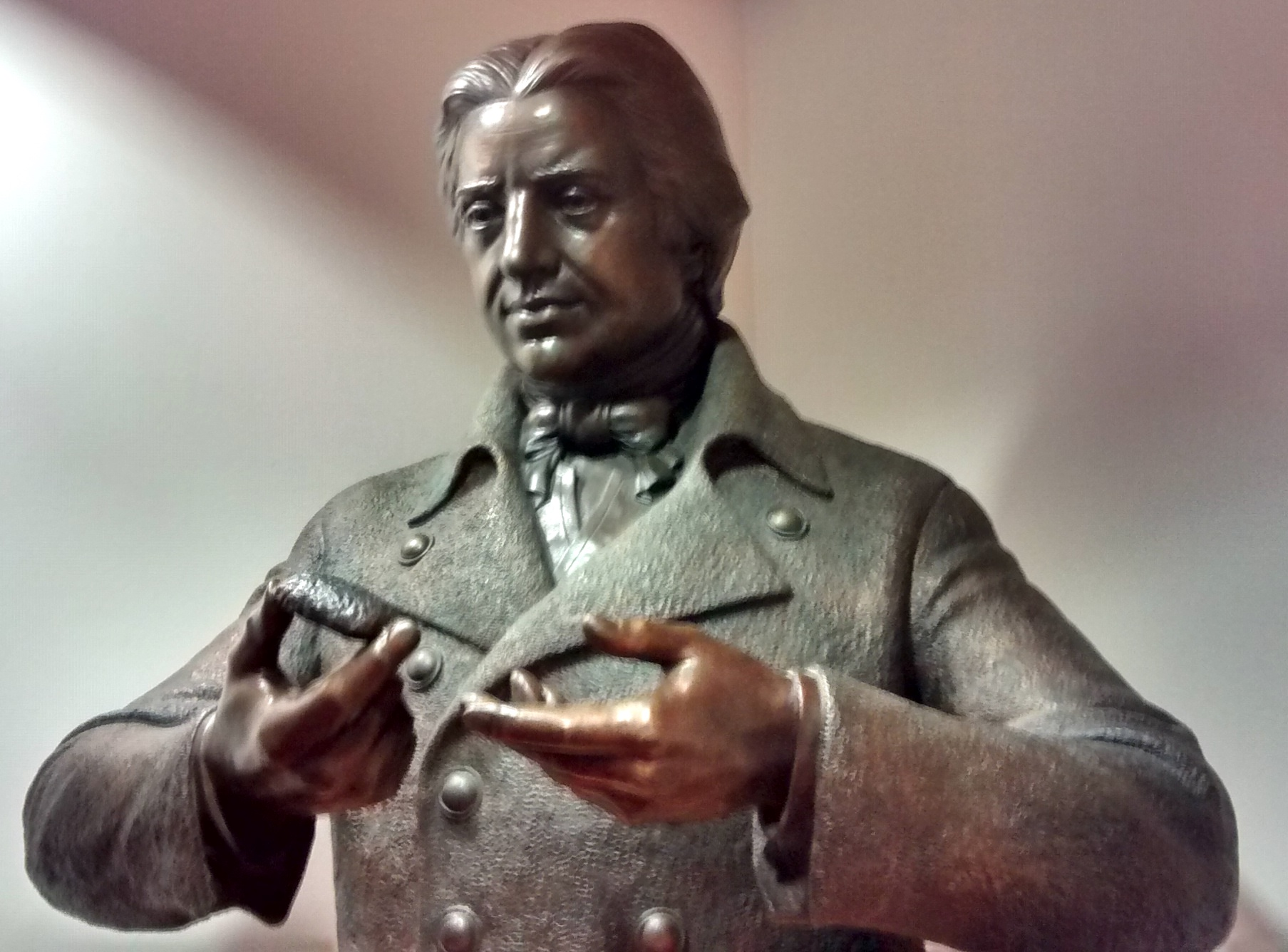
Edward Jenner

Els arguments religiosos contra la inoculació ja existien fins i tot abans de la feina d'Edward Jenner; per exemple, en un sermó de 1772 titulat «La perillosa i pecaminosa pràctica de la inoculació», el teòleg anglès Edmund Massey argumentava que les malalties són enviades per Déu per castigar el pecat i que qualsevol intent de prevenir la verola a través de la vacunació és una «operació diabòlica». Algunes persones amb postures contra de la vaccinació encara fonamenten la seva postura en les seves creences religioses.
Una vegada publicat el treball de Jenner, la vacunació es va estendre al Regne Unit a principis del segle xix. La inoculació, que va precedir la vacunació, va ser prohibida el 1840 a causa dels seus majors riscos. Les polítiques públiques i les successives campanyes de vacunació van fomentar primer la vacunació, i posteriorment, en 1853, la van fer obligatòria per a tots els nens, amb penes de presó en cas d'incompliment. Això va suposar un canvi significatiu en la relació entre l'estat britànic i els seus ciutadans, i de fet hi va haver un rebuig generalitzat. Després que es va estendre per llei l'obligatorietat de la vacunació fins als 14 anys a partir de l'any 1867, els seus oponents van enfocar les seves protestes cap a la inobservança de les llibertats individuals i el 1898 la llei va permetre l'objecció de consciència respecte a la vacunació obligatòria.
Al segle xix, la ciutat de Leicester al Regne Unit va aconseguir un alt nivell d'aïllament en casos de verola i limitar molt la seva propagació en comparació amb altres regions. Els criteris de Leicester respecte a la verola van consistir en disminuir les vacunacions i en canvi invertir més en millores sanitàries. L'informe de Biggs sobre els procediments de salut pública a Leicester, presentat com a prova contra ells davant la Comissió Reial, es referia a l'erisipela, una infecció dels teixits superficials freqüent en aquella època com a complicació de qualsevol actuació quirúrgica.
Als Estats Units, el president Thomas Jefferson es va interessar especialment en la vacunació, juntament amb el Dr. Waterhouse, facultatiu en cap de la ciutat de Boston. Jefferson va fomentar el desenvolupament de formes de transport de vacunes al llarg dels estats de sud, incloent mesures per protegir les vacunes de la calor, una de les principals causes de la manca d'eficàcia d'algunes partides. Els brots de verola van ser controlats en l'última meitat de segle xix, un resultat atribuït a la vacunació per gran part de la població. Les taxes de vacunació van baixar després d'aquesta disminució en els casos de verola, i la malaltia es va tornar epidèmica de nou a finals de segle xix.

## Efectivitat
Les proves científiques de l'eficàcia de les campanyes de vacunació a gran escala estan ben establertes. S'eviten de dos a tres milions de morts cada any a tot el món gràcies als plans de vacunació i es podrien prevenir 1,5 milions de morts addicionals cada any si s'utilitzessin totes les vacunes recomanades. Les campanyes de vacunació van ajudar a erradicar la verola, que una vegada va matar fins a un de cada set nens a Europa i gairebé han erradicat la poliomielitis. Com a exemple més modest, les infeccions causades per Haemophilus influenzae de tipus b (Hib), una de les principals causes de meningitis bacteriana i altres malalties greus en nens, han disminuït més d'un 99% als Estats Units des de la introducció d'una vacuna el 1988. Es calcula que la vacunació completa, des del naixement fins a l'adolescència, de tots els nens nord-americans nascuts en un any determinat, salvarien 33.000 vides i prevenirien 14 milions d'infeccions.

## Resolució del conflicte per possibles danys causats per les vacunes
El Programa estatunidenc de compensació per danys causats per les vacunes (VICP, en anglès) es va crear l'any 1986 amb el propòsit de proporcionar un sistema federal sense responsabilitat jurídica per a la compensació per les morts o danys relacionats amb les vacunes. Està finançat mitjançant un impost especial de 75 centaus de dòlar, una quantitat fixa des del 1997, sobre les vacunes venudes als Estats Units (2,25 dòlars per la triple vírica) i es va establir després del pànic originat en els anys 80 amb la vacuna DPT (tètanus, diftèria, tos ferina). Fins i tot encara que les reclamacions sobre efectes secundaris van ser posteriorment desacreditades, es van concedir grans indemnitzacions judicials a alguns reclamants contra danys causats per la vacuna DPT i la majoria de fabricants d'aquesta vacuna van deixar de produir-la. Les demandes contra els fabricants de vacunes han de ser vistes primer al tribunal sobre les vacunas. Fins 2008, el programa va pagar 2.114 indemnitzacions, totalitzant 1.700 milions de dòlars americans. Moltes reclamacions basades en suposats casos d'autisme sobrevingut després de la vacunació estan pendents de anar a judici i encara no han estat resoltes.
El 2008, el govern dels EUA va acceptar un cas sobre un nen que encara que tenia una citopatia mitocondrial preexistent, els seus símptomes compatibles amb l'autisme van sorgir després de 5 injeccions simultànies contra nou malalties. El tribunal especial reunit per revisar les demandes segons el Programa nacional de compensació de danys per les vacunes va resoldre el 12 de febrer de 2009 que els pares de nens amb autisme no tenien dret a compensació en el seu contenciós sobre la seva al·legació que certes vacunes havien causat autisme en els seus fills.